# Tadeusz Łodziana

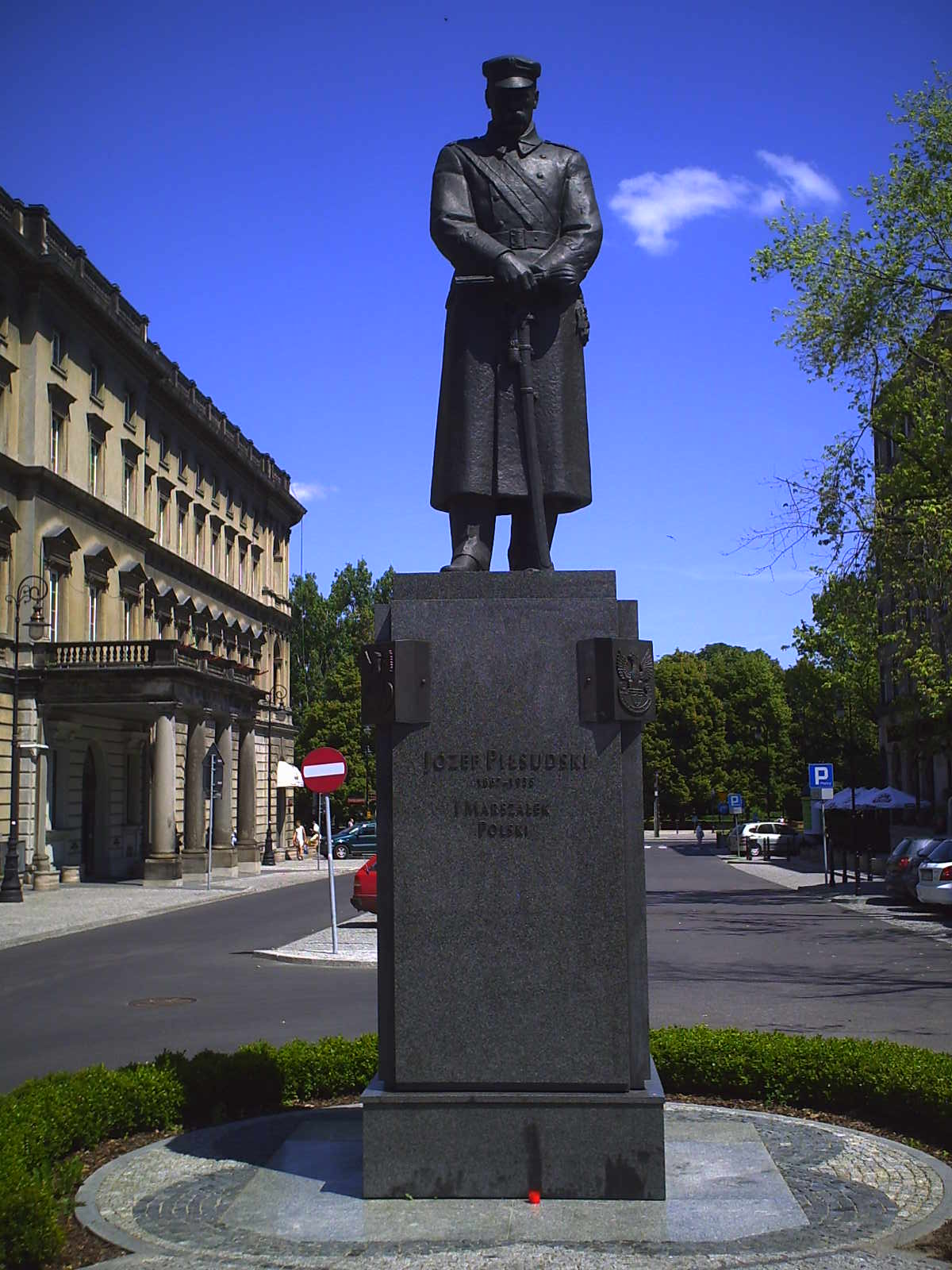
Pomnik Józefa Piłsudskiego w Warszawie

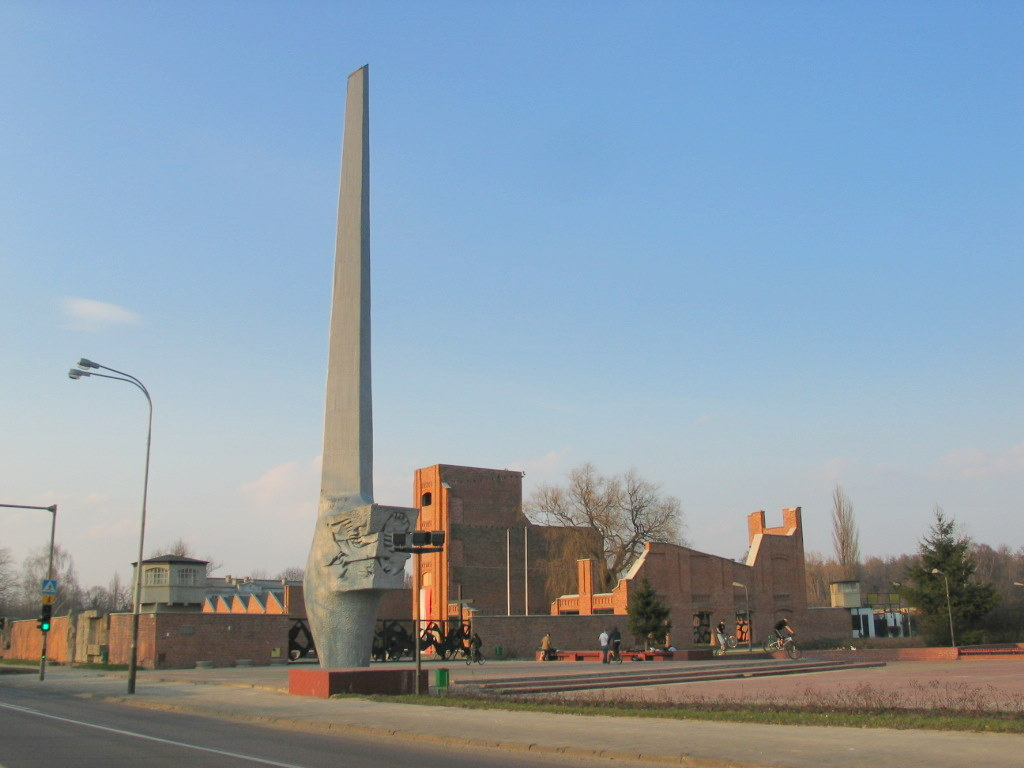
Tzw. Iglica radogoska autorstwa Tadeusza Łodziany

Tadeusz Łodziana (ur. 27 listopada 1920 w Borowej, zm. 30 lipca 2011 w Grodzisku Mazowieckim) – polski rzeźbiarz, pedagog.

## Życiorys
Urodził się w rodzinie Władysława (1892–1949) i Olgi z Rotterów (1892–1981). W latach 1937–1939 oraz 1941–1942 studiował w Instytucie sztuk Plastycznych we Lwowie.
Po wojnie kontynuował naukę w Państwowej Wyższej Szkole Sztuk Plastycznych w Sopocie. W latach 1949–1950 pracował tam jako młodszy asystent. W roku 1954 uzyskał dyplom  Wydziału Rzeźby Akademii Sztuk Pięknych w Warszawie i rozpoczął pracę na uczelni. W latach 1966–1969, 1972–1968 był dziekanem Wydziału Rzeźby. W latach 1968–1972 był prorektorem uczelni. W 1989 uzyskał tytuł profesora zwyczajnego.
Tworzył monumentalne pomniki, rzeźbę plenerową, kameralną i portrety.
Dwukrotnie żonaty. Po raz pierwszy z Zofią (1931–1984), córką Kazimierza Pelczara, drugą żoną była Urszula z Moczyńskich.
Pochowany 13 sierpnia 2011 na cmentarzu Osobowickim we Wrocławiu (pole 92, rząd 6 od ogrodzenia Osobowice, grób 90).

## Ważniejsze wystawy
- II Wystawa Sztuki Nowoczesnej, Zachęta, Warszawa, 1957
- Instytut Kultury Polskiej, Wiedeń, 1979
- Galeria Kordegarda, Warszawa, 1981
- Galerie Witte-Baumgarte, Berlin, 1981
- Galeria Ars Polona, Düsseldorf, 1983
- Galeria Akka-Valma, Paryż, 1991
- Galeria Zachęta, Warszawa, 1999
- Muzeum Narodowe, Warszawa, 2004

## Realizacje
- Pomnik Mauzoleum Ofiar Faszyzmu, Łódź-Radogoszcz, 1961
- pomnik i  mauzoleum na Pawiaku, Warszawa, 1965–1966

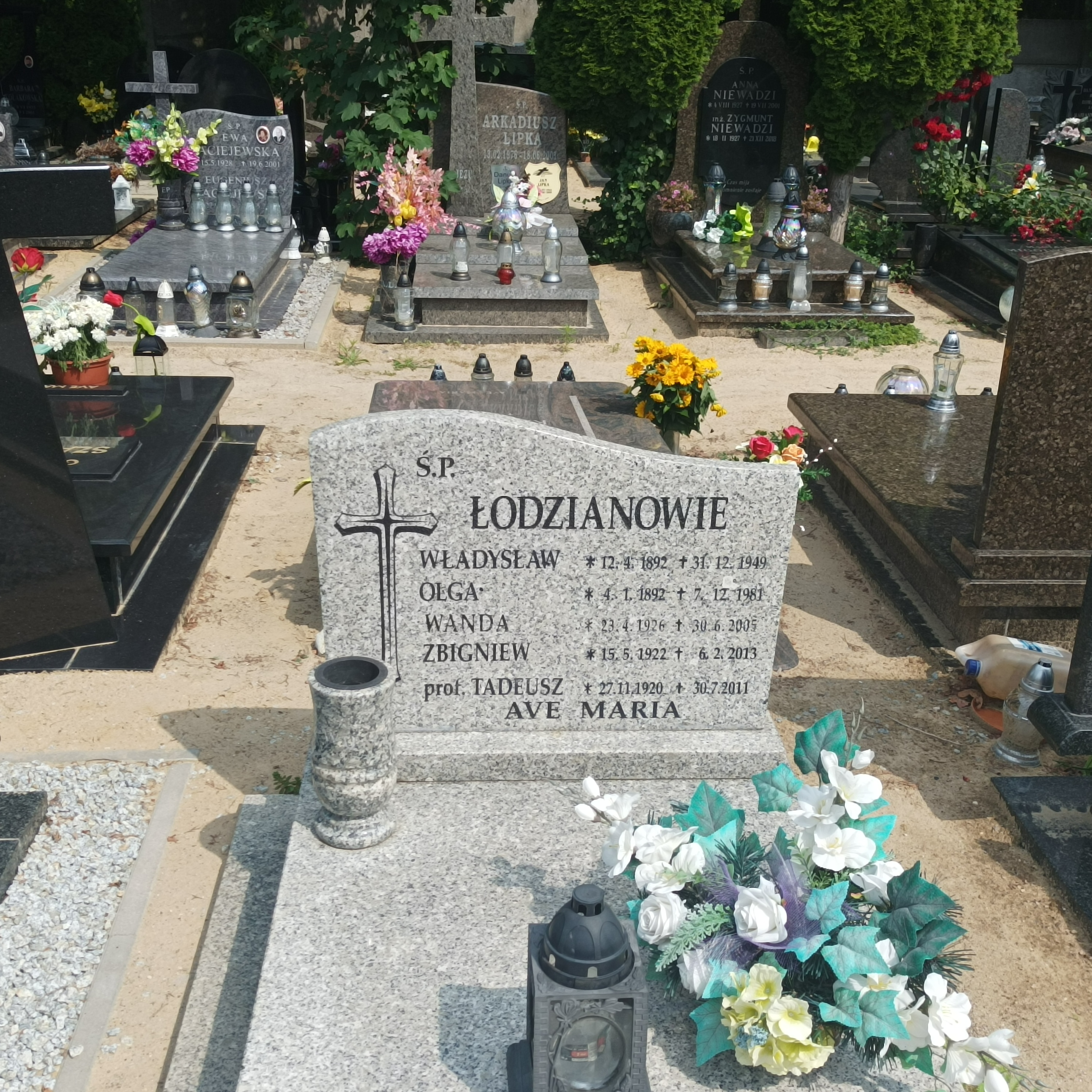
Grób prof. Tadeusza Łodziany na cmentarzu Osobowickim we Wrocławiu

- Grób prof. Tadeusza Łodziany na cmentarzu Osobowickim we WrocławiuPomnik Żołnierza Polskiego i Niemieckiego Antyfaszysty, Berlin Friedrichshain, 1972
- pomnik Mikołaja Kopernika, Bogota, 1974
- epitafium z popiersiem Stefana Starzyńskiego, Warszawa, Bazylika archikatedralna św. Jana Chrzciciela, 1981
- Pomnik Trudu Górniczego, Katowice, 1986
- rzeźby Przydrożna i Otwarta, Nowy Jork, 1987
- pomnik Józefa Piłsudskiego w Warszawie, 1995

## Odznaczenia
- Medal 10-lecia Polski Ludowej (19 stycznia 1955)[6]

## Nagrody
- 1968 Nagroda Ministra Kultury i Sztuki II stopnia
- 1981 Grand Prix na Międzynarodowym Biennale Rzeźby w Monaco za rzeźbę  „Otwarta II”